# 基利杜古
13°3′N 6°24′W / 13.050°N 6.400°W
基利杜古（法語：Kilidougou），是馬里的城鎮，位於該國西南部，由錫卡索區的迪瓦拉省負責管轄，面積332.82平方公里，海拔高度290米，2009年人口8,913，人口密度每平方公里26.78人。